# SG Union Sandersdorf
SG Union Sandersdorf Is een Duitse voetbalclub uit Sandersdorf-Brehna, Saksen-Anhalt.

## Geschiedenis
De club werd in 1911 opgericht als BC Union Sandersdorf. Union sloot zich aan bij de Midden-Duitse voetbalbond en speelde na de oorlog in de competitie van Mulde, die als tweede klasse fungeerde onder de Kreisliga Saale. In 1923 werd de Kreisliga ontbonden en werden de aparte reeksen van de tweede klasse opgewaardeerd tot hoogste klasse en de club speelde verder in de Gauliga Mulde. De club eindigde meestal in de middenmoot en werd in 1931 vicekampioen achter VfL 1911 Bitterfeld. 
Na 1933 werd de competitie geherstructureerd. De Midden-Duitse bond werd ontbonden en de vele competities werden vervangen door de Gauliga Mitte en Gauliga Sachsen. Op VfL Bitterfeld na werden de clubs uit Mulde werden te licht bevonden voor zowel de Gauliga Mitte als de Bezirksklasse Halle-Merseburg, die de nieuwe tweede klasse werd. De club ging nu in de 1. Kreisklasse Mulde spelen. De club fuseerde met SV Sandersdorf tot SV Union Sandersdorf. In 1940 werd de club kampioen, maar kon geen promotie afdwingen. Een jaar later lukte dat wel. In 1943 werd de club zelfs vicekampioen. Na dit seizoen werd de Bezirksklasse ontbonden en werd deze vervangen door de regionaal meer opgedeelde Kreisklasse. De uitslagen hiervan zijn niet meer bekend. 
Na de Tweede Wereldoorlog werden alle Duitse voetbalclubs ontbonden. De club werd heropgericht als SG Sandersdorf en veranderde later de naam in BSG Werk Hermann Fahlke Sandersdorf en in 1948 in BSG Aktivist Sandersdorf. Vanaf 1952 speelde de club in de Bezirskliga Halle, de derde klasse. In 1957 moest de club gedwongen fuseren met BSG Chemie Wolfen en trad nu aan als het reserveteam van deze club. In 1959 werd de naam gewijzigd in BSG Chemie Sandersdorf. De rest van het DDR-tijdperk speelde de club niet hoger dan de Bezirksklasse.
Na de Duitse hereniging werd de huidige naam aangenomen. De club speelde voornamelijk in de hoogste klasse van Sachsen-Anhalt, tot 2008 de vijfde klasse en nu de zesde. In 2013 promoveerde de club naar de Oberliga Nordost.